# Dion (Macedonia Centrale)
Dion o Dium (in greco Δίον? o Δίο) è un ex comune della Grecia nella periferia della Macedonia Centrale di 10885 abitanti secondo i dati del censimento 2001.
È stato soppresso a seguito della riforma amministrativa, detta Programma Callicrate, in vigore dal gennaio 2011 ed è ora compreso nel comune di Dion-Olympos.
La città si trova nella zona pianeggiante della pianura della Pieria ai piedi del Monte Olimpo. A poca distanza dalla città si trova un importante sito archeologico con resti del IV secolo a.C.
Il centro principale è Kondariotissa, con 1980 abitanti